# USS Texas (CGN-39)
USS Texas (CGN-39) byl raketový křižník Námořnictva Spojených států amerických, který byl pojmenován po 28. americkém státu Texas. Jednalo se o druhou jednotku třídy Virginia.

## Výzbroj

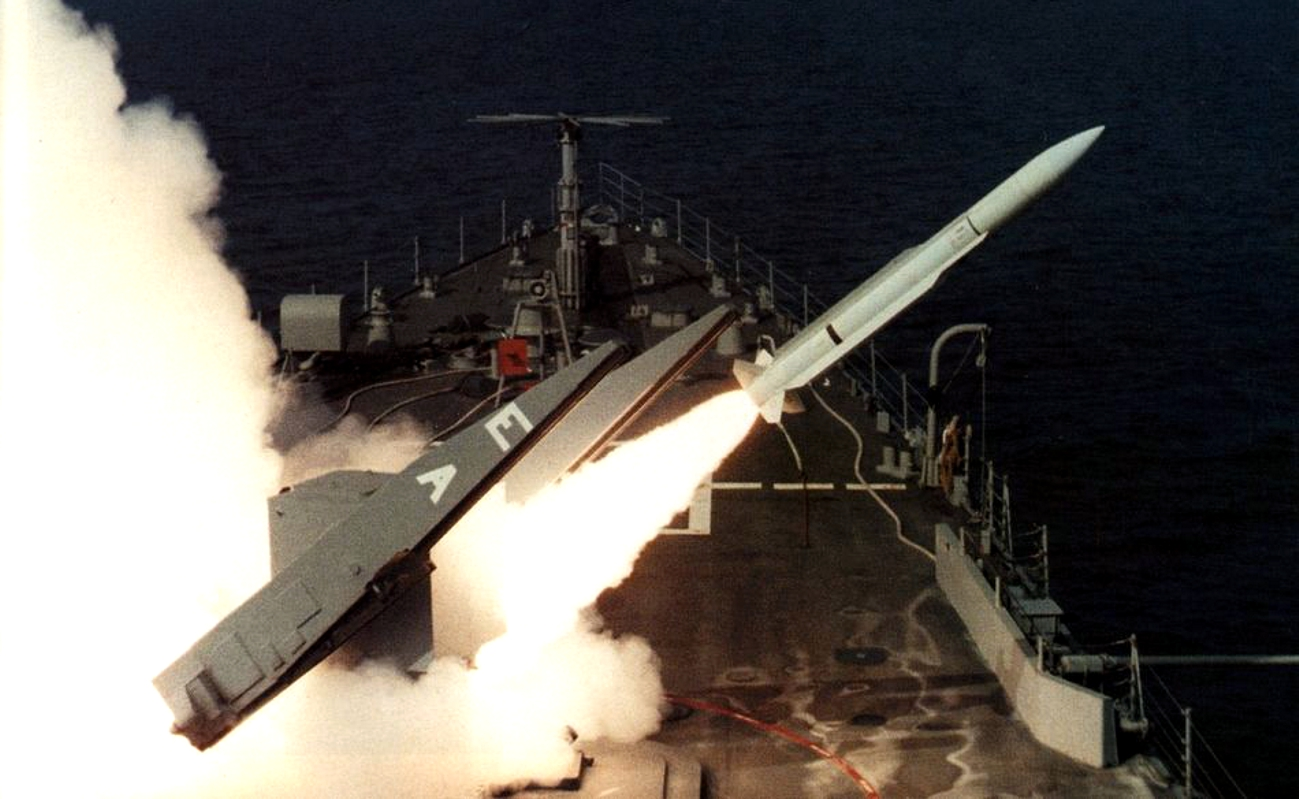
Řízená střela RIM-66 Standard odpálená z lodi USS Texas

Výzbroj lodi byla v průběhu let vylepšována. Po dostavění byla loď vyzbrojena dvěma 127mm lodními kanóny Mk 45, dvěma dvojitými raketomety Mk 26 pro protiletadlové řízené střely RIM-66 Standard a protiponorkové rakety RUR-5 ASROC a dvěma trojitými torpédomety pro protiponorková torpéda Mk 46. V roce 1987 byla výzbroj vylepšená o dva čtyřnásobné raketomety Mk 141 pro protilodní střely RGM-84 Harpoon, dva čtyřnásobné raketomety Mk 143 pro střely s plochou dráhou letu BGM-109 Tomahawk od americké firmy Raytheon, dva 20mm hlavňové systémy blízké obrany Phalanx, čtyři 12,7mm kulomety.